# ニルス・アクセルソン
ニルス・アルヴィド・エヴァルド・アクセルソン（Nils Arvid Evald Axelsson、1906年1月18日 - 1989年1月18日）は、スウェーデン・ヘルシンボリ出身の元同国代表サッカー選手。現役時代のポジションはディフェンダー。

## 略歴
ヘルシンボリIFにてプロデビューとプロキャリア引退を経験し、同クラブでは、1927年から23年もの間在籍し続け、5度のアルスヴェンスカン優勝に貢献した。ヘルシンボリでのリーグ戦出場584試合は、同クラブ歴代4番目の記録となっている。また、1934 FIFAワールドカップに臨むスウェーデン代表にも招集され、本大会全2試合に出場した。